# Knœringue
Knœringue (Knöringen en allemand) est une commune française située dans la circonscription administrative du Haut-Rhin et, depuis le 1er janvier 2021, dans le territoire de la Collectivité européenne d'Alsace, en région Grand Est.
Cette commune se trouve dans la région historique et culturelle d'Alsace.

## Géographie
Knœringue est une commune du Sundgau (partie méridionale de l'Alsace située entre Mulhouse et la frontière suisse).
Le village se trouve à trente kilomètres au sud de Mulhouse, quinze kilomètres à l'est d'Altkirch (capitale du Sundgau) et quinze kilomètres à l'ouest de Saint-Louis et de sa voisine, la ville suisse de Bâle (Basel).
Le point de jonction entre les trois frontières, française, allemande et suisse est distant d'une vingtaine de km. L'aéroport international de Bâle-Mulhouse-Fribourg (Euroairport) est situé à une quinzaine de kilomètres.
Knœringue est le village situé le plus haut dans la vallée de Hundsbach. 

Il est traversé par le Thalbach, petit affluent de l'Ill qui prend sa source près de la commune voisine de Folgensbourg.

Il est également situé sur l'ancienne voie romaine qui reliait Hirsingue à Folgensbourg.
| Berentzwiller |                  | Ranspach-le-Haut   |
|               | Knœringue        | Michelbach-le-Haut |
| Muespach      | Muespach-le-Haut |                    |

### Hydrographie
La commune est dans le bassin versant du Rhin au sein du bassin Rhin-Meuse. Elle est drainée par le Thalbach,.
Le Thalbach, d'une longueur de 21 km, prend sa source dans la commune de Folgensbourg et se jette  dans l'Ill à Walheim, après avoir traversé 15 communes. Les caractéristiques hydrologiques du Thalbach sont données par la station hydrologique située sur la commune de Berentzwiller. Le débit moyen mensuel est de 0,064 m3/s. Le débit moyen journalier maximum est de 0,851 m3/s, atteint lors de la crue du 29 janvier 2021. Le débit instantané maximal est quant à lui de 1,6 m3/s, atteint le 16 juillet 2021.

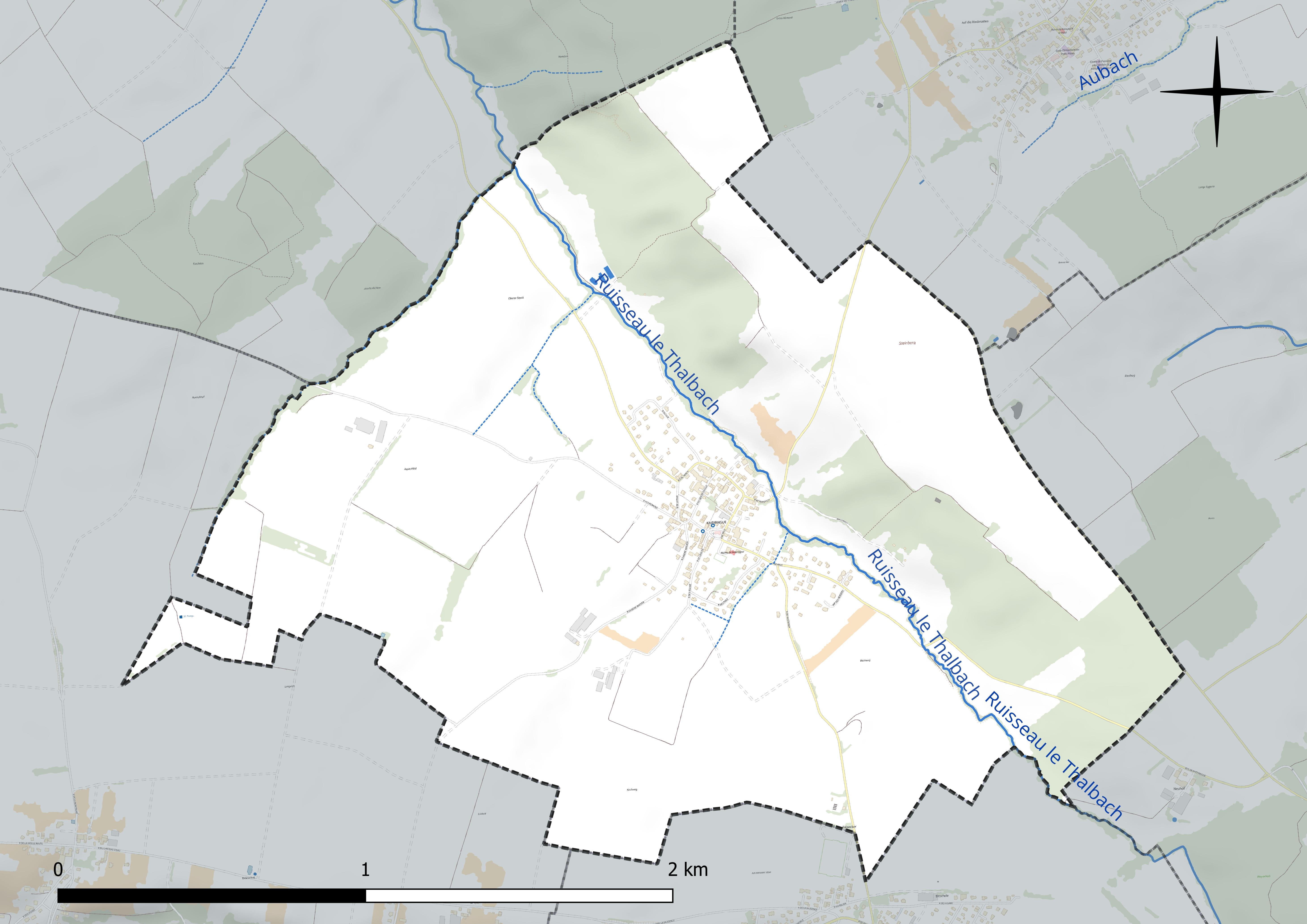
Réseau hydrographique de Knoeringue.

### Climat
Pour des articles plus généraux, voir Climat du Grand Est et Climat du Haut-Rhin.
En 2010, le climat de la commune est de type climat de montagne, selon une étude du Centre national de la recherche scientifique s'appuyant sur une série de données couvrant la période 1971-2000. En 2020, Météo-France publie une typologie des climats de la France métropolitaine dans laquelle la commune est dans une zone de transition entre le climat semi-continental et le climat de montagne et est dans la région climatique  Alsace, caractérisée par une pluviométrie faible, particulièrement en automne et en hiver, un été chaud et bien ensoleillé, une humidité de l’air basse au printemps et en été, des vents faibles et des brouillards fréquents en automne (25 à 30 jours). 
Pour la période 1971-2000, la température annuelle moyenne est de 9,4 °C, avec une amplitude thermique annuelle de 17,2 °C. Le cumul annuel moyen de précipitations est de 846 mm, avec 9,3 jours de précipitations en janvier et 9,6 jours en juillet. Pour la période 1991-2020, la température moyenne annuelle observée sur la station météorologique de Météo-France la plus proche, « Bâle-Mulhouse », sur la commune de Saint-Louis à 12 km à vol d'oiseau, est de 11,1 °C et le cumul annuel moyen de précipitations est de 764,3 mm. 
La température maximale relevée sur cette station est de 39,1 °C, atteinte le 13 août 2003 ; la température minimale est de −23,5 °C, atteinte le 6 janvier 1985,,. 
Les paramètres climatiques de la commune ont été estimés pour le milieu du siècle (2041-2070) selon différents scénarios d'émission de gaz à effet de serre à partir des nouvelles projections climatiques de référence DRIAS-2020. Ils sont consultables sur un site dédié publié par Météo-France en novembre 2022.

## Urbanisme

### Typologie
Au 1er janvier 2024, Knœringue est catégorisée commune rurale à habitat dispersé, selon la nouvelle grille communale de densité à sept niveaux définie par l'Insee en 2022.
Elle est située hors unité urbaine. Par ailleurs la commune fait partie de l'aire d'attraction de Bâle - Saint-Louis (partie française), dont elle est une commune de la couronne,. Cette aire, qui regroupe 94 communes, est catégorisée dans les aires de 200 000 à moins de 700 000 habitants,.

### Occupation des sols

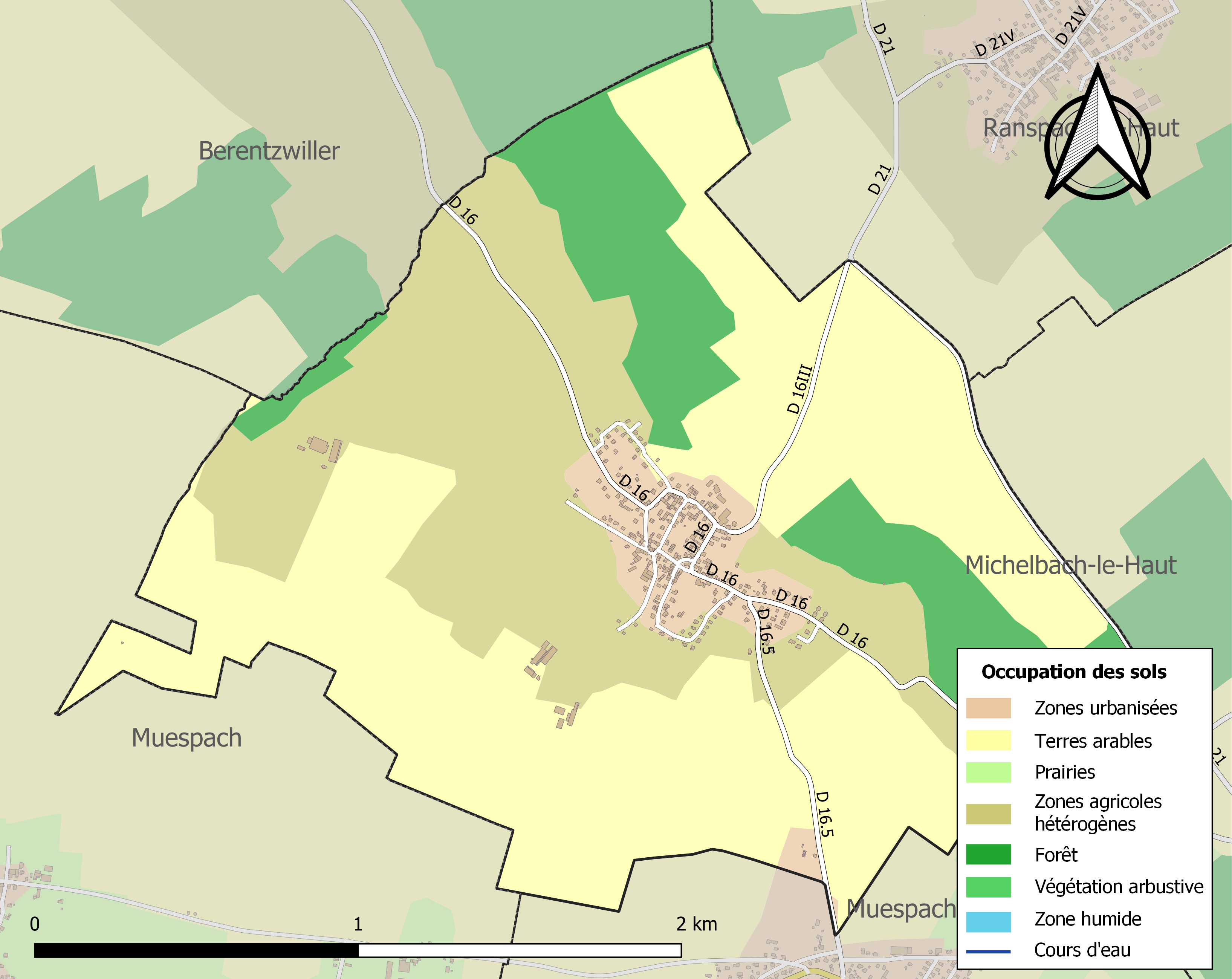
Carte des infrastructures et de l'occupation des sols de la commune en 2018 (CLC).

L'occupation des sols de la commune, telle qu'elle ressort de la base de données européenne d’occupation biophysique des sols Corine Land Cover (CLC), est marquée par l'importance des territoires agricoles (78,5 % en 2018), une proportion sensiblement équivalente à celle de 1990 (78,9 %). La répartition détaillée en 2018 est la suivante : 
terres arables (48,7 %), zones agricoles hétérogènes (29,5 %), forêts (15,8 %), zones urbanisées (5,7 %), prairies (0,2 %).
L'IGN met par ailleurs à disposition un outil en ligne permettant de comparer l’évolution dans le temps de l’occupation des sols de la commune (ou de territoires à des échelles différentes). Plusieurs époques sont accessibles sous forme de cartes ou photos aériennes : la carte de Cassini (XVIIIe siècle), la carte d'état-major (1820-1866) et la période actuelle (1950 à aujourd'hui).

## Toponymie
- Cnoringen (1090), Chunringen, (1141), Chonneringen (1146), Chnöringen (1184), Knöringen (1265), Kenenringuen (1275), Knöringen[17], Knoringen (1793 & 1801).
- En allemand : Knöringen, en alsacien : Knehrige.

## Histoire
Le site devait être occupé très tôt par les hommes, les traces les plus anciennes remontent au Néolithique (âge de la pierre polie). On a découvert à Knœringue une quinzaine d'outils dont une ébauche de hache rectangulaire.
En 58 av. J.-C. eut lieu la bataille entre Jules César et Arioviste, au lieu-dit Ochsenfeld près de Cernay.
Après la victoire de César, le Sundgau devient province romaine et une voie romaine traverse Knoeringue (d'où l'actuelle rue des Romains).
Les Alamans ont probablement donné son nom au village (désinence ingen signifiant « les gens d'un nommé Knorr » ou « … Knodrich »).

Deux sépultures datant de cette époque ont été retrouvées ainsi qu'un cimetière du haut Moyen Âge.
Le village est cité pour la première fois en 1090 sous le nom de Cnoringen.
La première communauté villageoise est citée en 1289.
Du XIIe au XVe siècle, une famille de petite noblesse porte le nom de Knoeringen.

La tradition orale laisse supposer qu'elle possédait un château dans l'actuelle rue de la Paix, autrefois appelée Burggasse (rue du château).
En août 1445, Knoeringue est réduit en cendres par les Bâlois lors d'un conflit les opposant aux Armagnacs.
En 1634, pendant la guerre de Trente Ans, les bandes suédoises passent par Knoeringue.
Cette guerre laisse le village dans un état de désolation et de grande misère.

Après le traité de Westphalie (1648) le village est repeuplé par des émigrants venant principalement de Suisse alémanique.
En 1787 est mise en place la première assemblée municipale composée du seigneur (duc de Valentinois), du curé et de trois autres membres, habitants du village. En 1790 Knoeringue est rattaché au canton de Huningue.
En 1871, Knoeringue devient allemande, avec l'Alsace-Lorraine annexée, et redeviendra française en 1918.
Au début de la Seconde Guerre mondiale, le 1er septembre 1939, les habitants du village sont évacués à Saint-Sever et Lacquy dans les Landes.
Ils reviennent un an plus tard en Alsace annexée.
Le 20 novembre 1944, Knœringue est libérée par la Première Armée française de De Lattre de Tassigny en route vers le Rhin.

### Héraldique
| Blason de Knœringue | Les armes de Knœringue se blasonnent ainsi : « D'or à la bande de gueules, une croix pattée de sable brochante. » |

La bande rouge fait référence aux sires du Knoeringen, seigneurs du village, mentionnés du XIIe au XVe siècle, gueules et or sont les couleurs des armoiries des comtes de Ferrette et la croix pattée est celle sculptée sur une pierre d'angle de l'église Saint-Jacques le Majeur.

## Politique et administration

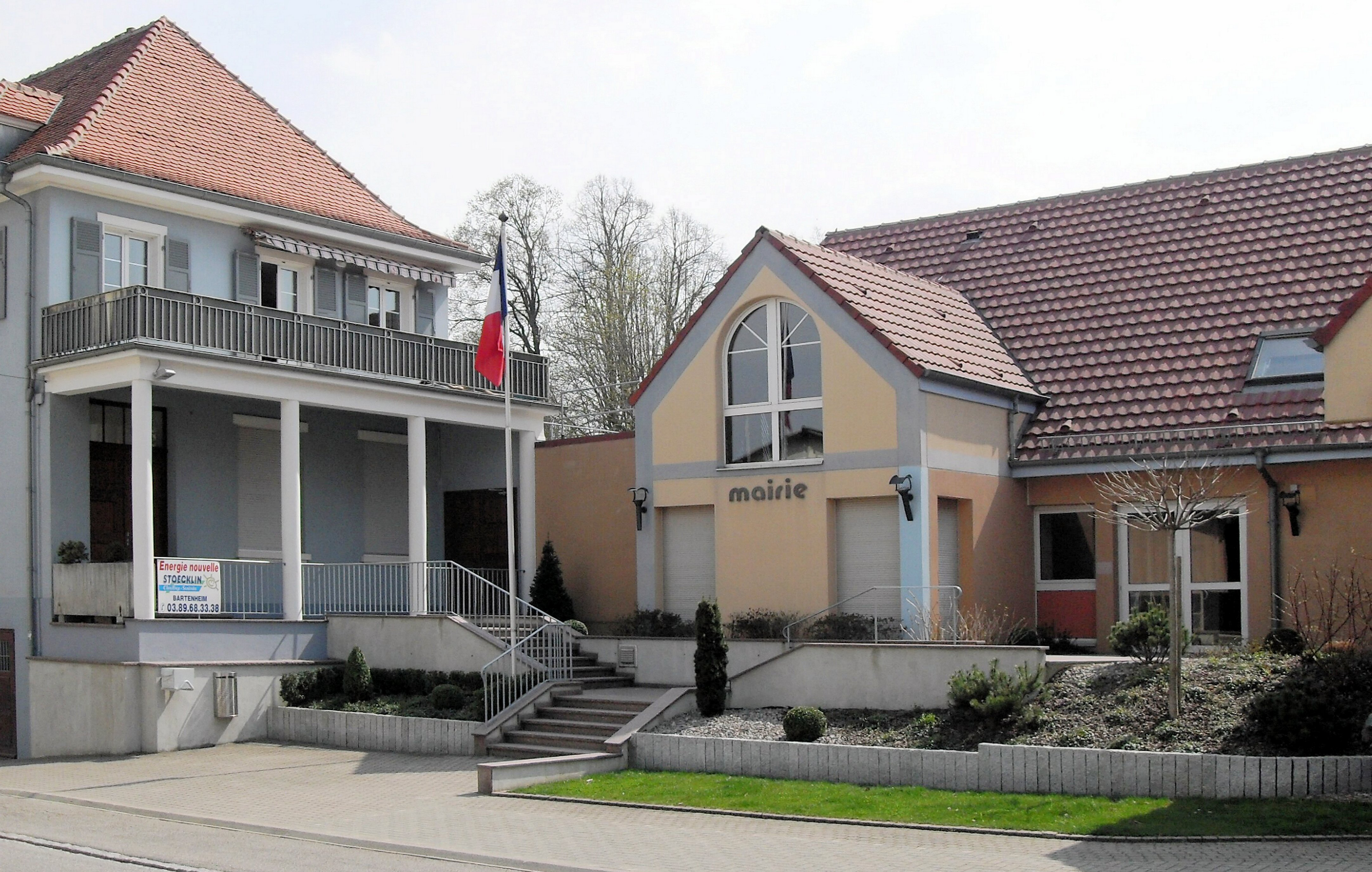
La mairie et l'école primaire.

## Démographie
L'évolution du nombre d'habitants est connue à travers les recensements de la population effectués dans la commune depuis 1793. Pour les communes de moins de 10 000 habitants, une enquête de recensement portant sur toute la population est réalisée tous les cinq ans, les populations de référence des années intermédiaires étant quant à elles estimées par interpolation ou extrapolation. Pour la commune, le premier recensement exhaustif entrant dans le cadre du nouveau dispositif a été réalisé en 2005.

En 2022, la commune comptait 376 habitants, en évolution de −0,79 % par rapport à 2016 (Haut-Rhin : +0,66 %, France hors Mayotte : +2,11 %).
| 1793 | 1800 | 1806 | 1821 | 1831 | 1836 | 1841 | 1846 | 1851 |
| ---- | ---- | ---- | ---- | ---- | ---- | ---- | ---- | ---- |
| 213  | 206  | 191  | 182  | 252  | 240  | 229  | 234  | 233  |

| 1856 | 1861 | 1866 | 1871 | 1875 | 1880 | 1885 | 1890 | 1895 |
| ---- | ---- | ---- | ---- | ---- | ---- | ---- | ---- | ---- |
| 253  | 254  | 259  | 243  | 230  | 208  | 216  | 233  | 215  |

| 1900 | 1905 | 1910 | 1921 | 1926 | 1931 | 1936 | 1946 | 1954 |
| ---- | ---- | ---- | ---- | ---- | ---- | ---- | ---- | ---- |
| 193  | 191  | 192  | 182  | 197  | 203  | 195  | 193  | 215  |

| 1962 | 1968 | 1975 | 1982 | 1990 | 1999 | 2005 | 2006 | 2010 |
| ---- | ---- | ---- | ---- | ---- | ---- | ---- | ---- | ---- |
| 227  | 217  | 208  | 199  | 227  | 266  | 303  | 317  | 364  |

| 2015 | 2020 | 2022 | - | - | - | - | - | - |
| ---- | ---- | ---- | - | - | - | - | - | - |
| 381  | 373  | 376  | - | - | - | - | - | - |

## Monument religieux
Église Saint-Jacques le Majeur
La première mention d'une église date de 1302.
L'édifice actuel porte les dates 1608 (portail ouest et baie nord de la nef) et 1620 (chœur). Ces dates s'accordent avec le style Renaissance du portail ouest et de la porte murée au nord, mais le style du chœur et de trois baies de la nef est gothique.
Soit l'église date de la fin du Moyen Âge (XVe siècle) et a été fortement remaniée au début du XVIIe siècle, soit elle a été reconstruite entre 1608 et 1620 dans la tradition gothique, en intégrant quelques éléments Renaissance.
L'intérieur a été entièrement rénové en 1999.

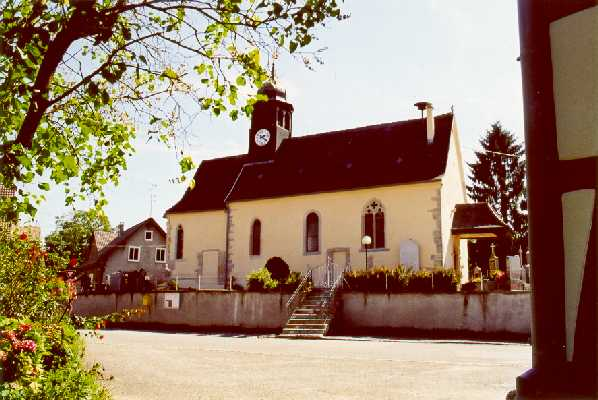
Place de l'église.
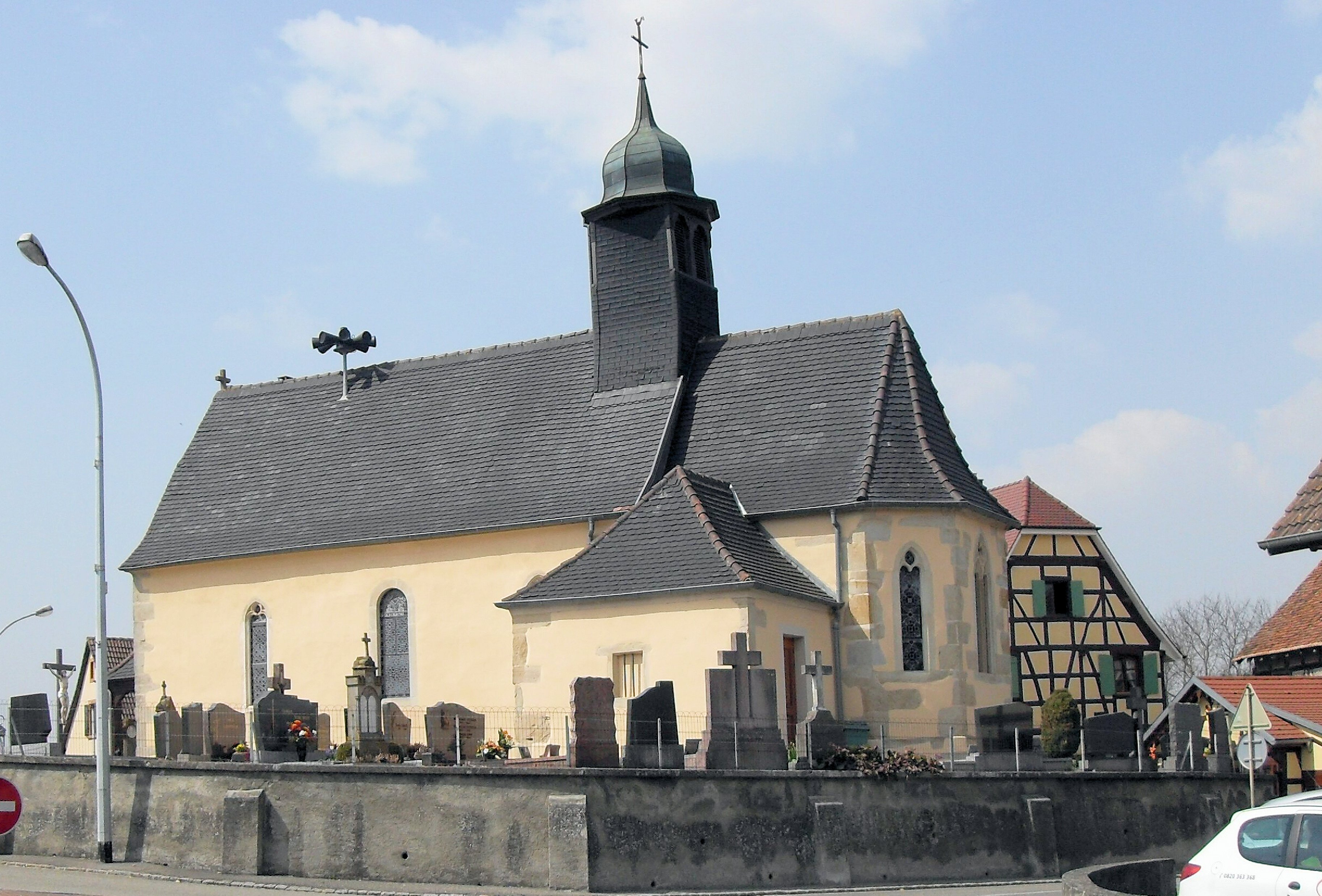
L'église.
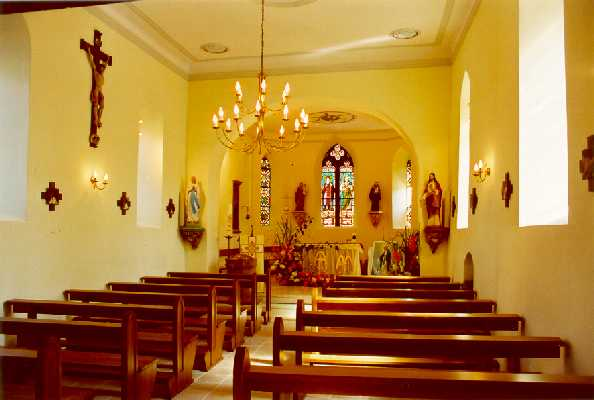
Intérieur de l'église.

## Maisons remarquables
Les nombreuses maisons à colombages bien entretenues font la fierté du village.
Elles sont constituées d'une ossature des murs et d'une charpente en bois, l'espace entre les poutres étant rempli de briques ou de matériaux légers (torchis) puis crépi.

Deux maisons à colombages (parmi d'autres)
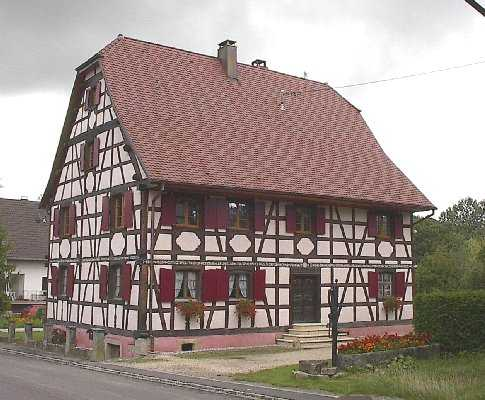
Construction 1803.
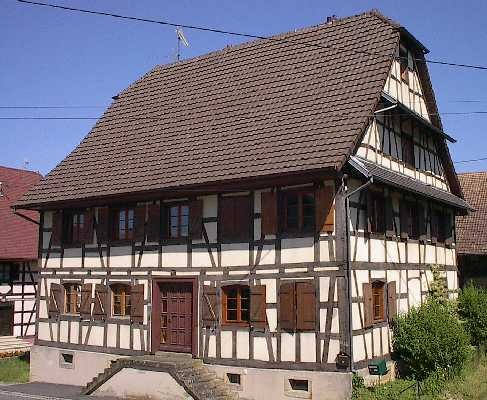
Construction début du XIXe siècle.

## Activités économiques
Comme dans beaucoup de villages de la région le commerce de proximité a disparu. Les habitants, quittant le village pour travailler, font également leurs achats à l'extérieur.
Les acteurs économiques du village sont le restaurant, le centre équestre, un agriculteur qui produit annuellement 350 000 litres de lait et un autre qui transforme et commercialise les produits de son élevage bovin et porcin.